# Selwyn Snowfields

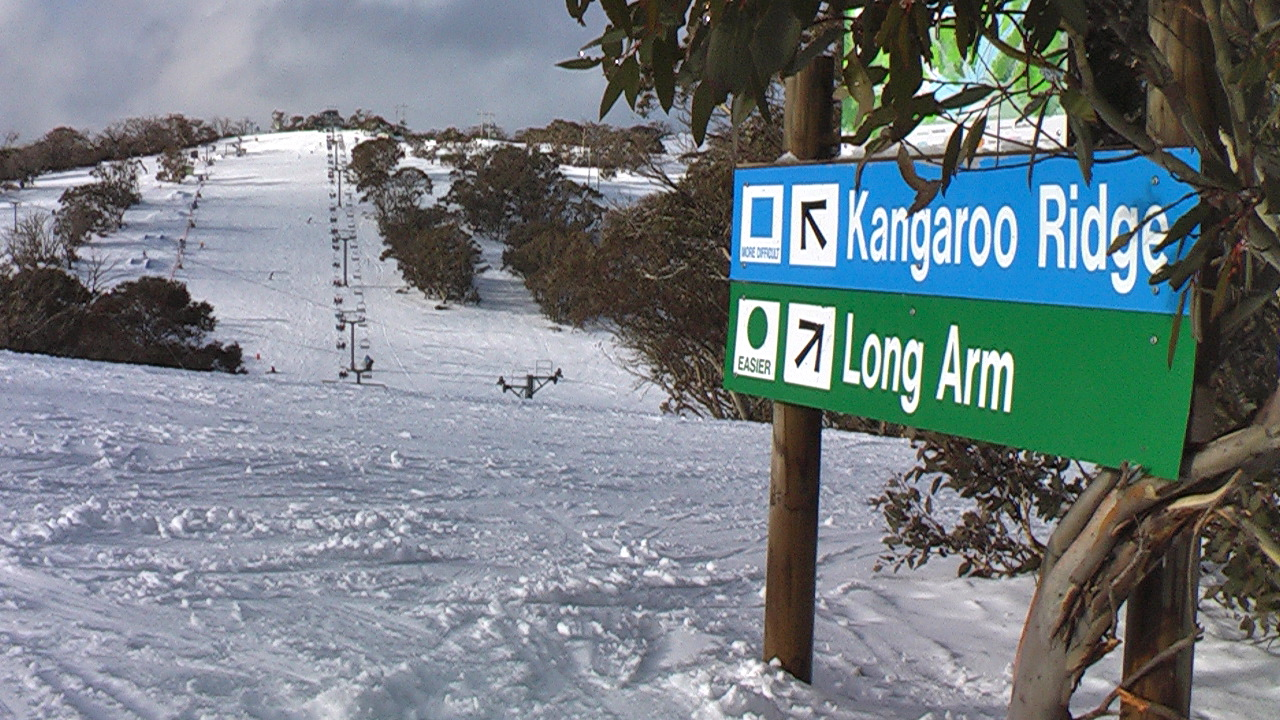
Selwyn Snowfields

Selwyn Snowfields ist ein kleines Skigebiet in den nördlichen Snowy Mountains im Kosciuszko National Park in New South Wales, Australien. Das Skigebiet liegt unweit von Adaminaby, Kiandra und Cabramurra, dem höchstgelegenen Ort Australiens. 

## Skifahren
Skifahren in Australien begann in Kiandra bereits im Jahr 1861. 1966 wurde der erste Skilift gebaut und seit 2009 ist ein dreisitziger Sessellift und weitere zehn Bügellifte vorhanden. Selwyn Snowfield ist das nördlichste Skigebiet auf einer Höhe zwischen 1492 und 1614 Metern. Die längste Abfahrt mit 800 Metern ist der Long Arm Run. Das Skigebiet umfasst 45 km markierte Strecken. Das Skigebiet ist für Anfänger und mittlere Skifahrer und Snowboarder geeignet. Die Piste Racecourse Run setzt fortgeschritteneres Fahren voraus.
Die Skiseason dauert von Juni bis September. Bei geringem Schneefall werden Schneemaschinen eingesetzt. Der Schneefall kann durchaus beträchtlich sein. In den Snowy Mountains im Gebiet um Cooma wurde beispielsweise im Jahre 1981 eine Schneehöhe von 360 cm gemessen.
Erreicht werden kann das Skigebiet auf dem Snowy Mountains Highway von Talbingo im Westen und Adaminaby im Osten.